# آبیاری در هند

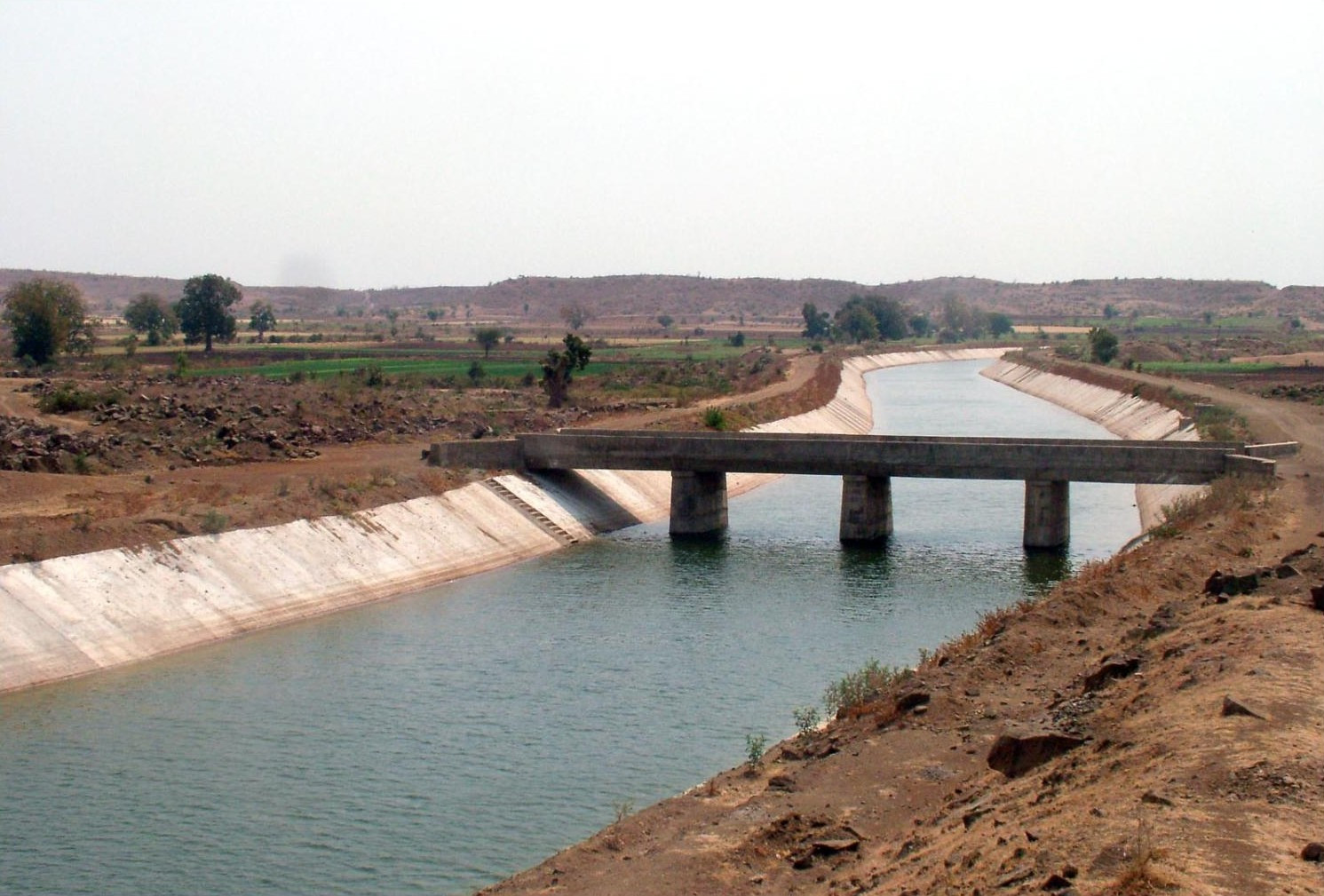
یک کانال آبیاری در گجرات. آبیاری به‌طور قابل توجهی به کشاورزی در هند کمک می‌کند.

آبیاری در هند شامل شبکه‌ای از کانال‌های اصلی و فرعی از رودخانه‌های هند، سیستم‌های مبتنی بر چاه‌های آب زیرزمینی، مخازن و سایر پروژه‌های جمع‌آوری آب باران برای فعالیت‌های کشاورزی است. از این میان، سیستم آب‌های زیرزمینی بزرگ‌ترین است. در سال‌های ۲۰۱۳–۲۰۱۴، تنها حدود ۳۶٫۷ درصد از کل زمین‌های کشاورزی در هند به‌طور قابل اعتمادی آبیاری می‌شدند، و دو سوم باقی‌مانده از زمین‌های کشت شده در هند به باران‌های موسمی وابسته بودند. ۶۵ درصد آبیاری در هند از آب‌های زیرزمینی است. در حال حاضر حدود ۵۱٪ از مناطق کشاورزی که غلات خوراکی کشت می‌کنند، تحت پوشش آبیاری هستند. بقیه منطقه به بارندگی وابسته است که معمولاً غیرقابل اعتماد و غیرقابل پیش‌بینی است.
دولت هند یک طرح مدیریت آب در سمت تقاضا با هزینه ۶۰۰۰ کرور روپیه یا ۸۵۴ میلیون دلار آمریکا را در ۸۳۵۰ روستای تحت تنش آبی در ۷۸ منطقه در هفت ایالت - گجرات، هاریانا، کارناتاکا، مادیا پرادش، ماهاراشترا، راجستان و اوتار پرادش - طی پنج سال از ۲۰۲۱–۲۲ تا ۲۰۲۶–۲۷ آغاز کرد، با هدف جمع‌آوری آب باران، افزایش سطح آب‌های زیرزمینی و افزایش نرخ تغذیه آب با برنامه‌های مدیریت آب در سطح پنچایات روستاها. بیشتر آبیاری کانالی در شبکه کانال حوضه گنگ - یامونا عمدتاً در ایالت‌های پنجاب، هاریانا و اوتار پرادش و تا حدودی در راجستان و بیهار انجام می‌شود، در حالی که شبکه‌های کانال محلی کوچکی نیز در جنوب در تامیل نادو، کارناتاکا و کرالا وجود دارد. بزرگ‌ترین کانال هند، کانال ایندیرا گاندی است که حدود ۶۵۰ کیلومتر (۴۰۰ مایل) دارد. بلند. هند یک پروژه ملی بلندپروازانه برای اتصال رودخانه‌ها به یکدیگر دارد تا پوشش آبیاری کانالی را افزایش دهد، سیل و کمبود آب را کاهش دهد.
آبیاری در هند به بهبود امنیت غذایی کمک می‌کند، وابستگی به باران‌های موسمی را کاهش می‌دهد، بهره‌وری کشاورزی را بهبود می‌بخشد و فرصت‌های شغلی روستایی ایجاد می‌کند. سدهای مورد استفاده برای پروژه‌های آبیاری به تولید برق و تأسیسات حمل و نقل کمک می‌کنند، همچنین آب آشامیدنی را برای جمعیت رو به رشد فراهم می‌کنند، سیل را کنترل می‌کنند و از خشکسالی جلوگیری می‌کنند.

## تاریخچه

### هند باستان (پراچینا بهارات)
اولین اشارات به آبیاری در فصل‌های ۱٫۵۵، ۱٫۸۵، ۱٫۱۰۵، ۷٫۹، ۸٫۶۹ و ۱۰٫۱۰۱ ریگ‌ودا یافت می‌شود. ودا فقط از آبیاری به سبک چاه نام می‌برد، که در آن گفته شده چاه‌های کوپا و آواتا که پس از حفر شدن همیشه پر از آب هستند، از آنها واراترا (بند طناب) و چاکرا (چرخ) کوسا (سطل‌های) آب بیرون می‌کشند. این آب، طبق گفته وداها، به surmi susira (کانال‌های پهن) و از آنجا به خانیتریما (کانال‌های منحرف‌کننده) به مزارع هدایت می‌شد.
بعدها، پانینی، محقق هندی قرن چهارم پیش از میلاد، به بهره‌برداری از چندین رودخانه برای آبیاری اشاره می‌کند. رودخانه‌های ذکر شده شامل سیندو، سوواستو، وارنو، سارایو، ویپاس و چاندراگاگا می‌باشد. متون بودایی مربوط به قرن سوم پیش از میلاد نیز به آبیاری محصولات کشاورزی اشاره دارند. متون مربوط به دوران امپراتوری موریا (قرن سوم پیش از میلاد) اشاره می‌کنند که دولت از طریق دریافت هزینه از کشاورزان برای خدمات آبیاری از رودخانه‌ها، درآمد کسب می‌کرد.
پاتانجلی، در یوگاسوترا مربوط به حدود قرن چهارم میلادی، با مقایسهٔ یکی از فنون یوگا با «روشی که یک کشاورز برای آبیاری، جویباری را از کانال آبیاری منحرف می‌کند»، آن را توضیح می‌دهد. در تامیل نادو، کانال بزرگ آنیکوت (Grand Anicut) در سراسر رودخانه کاوری در قرن سوم میلادی اجرا شد و طرح اولیه آن هنوز هم مورد استفاده قرار می‌گیرد.

## روند آبیاری از سال ۱۹۴۷

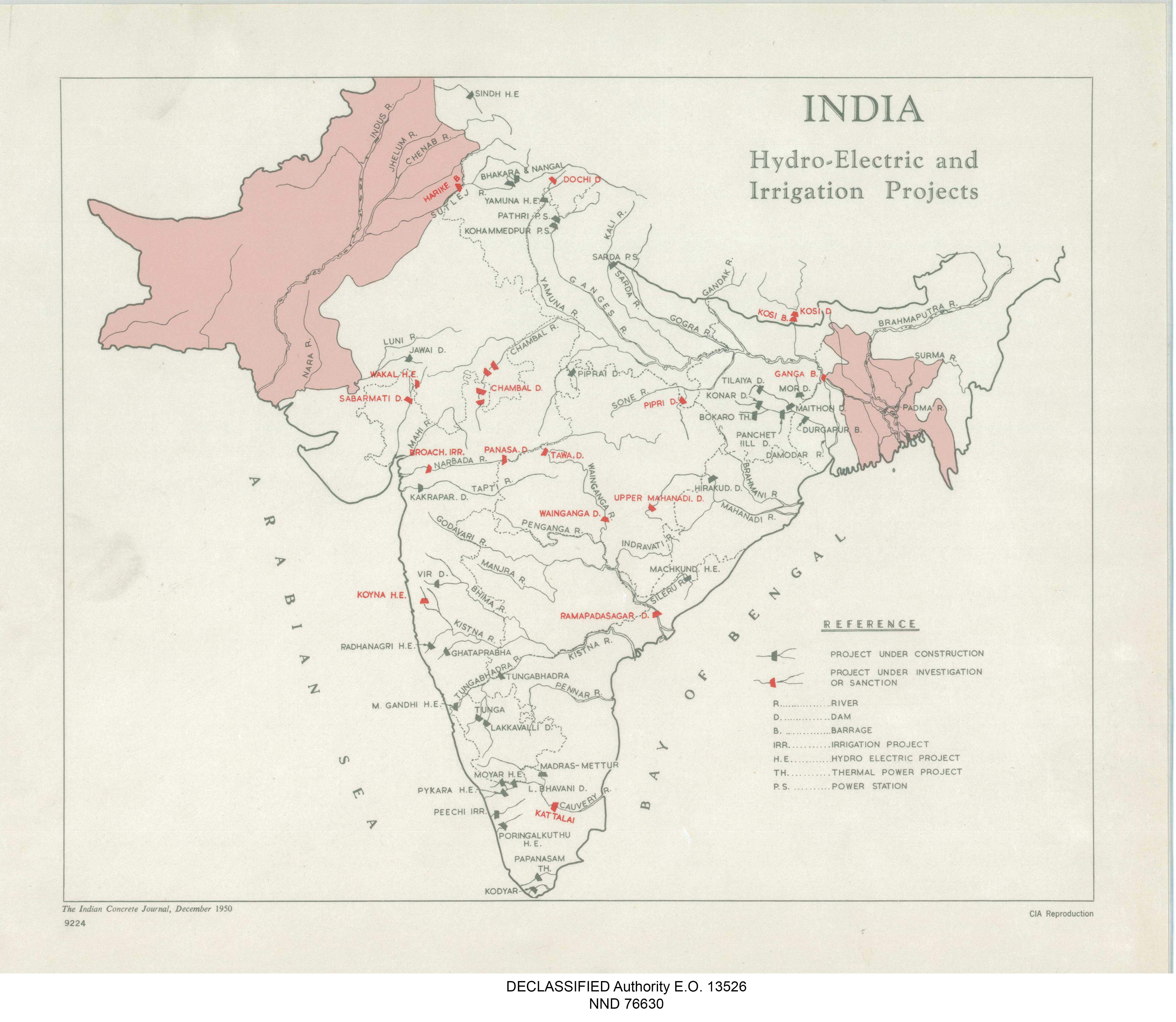
پروژه‌های برق‌آبی/آبیاری در هند، ۱۹۵۰

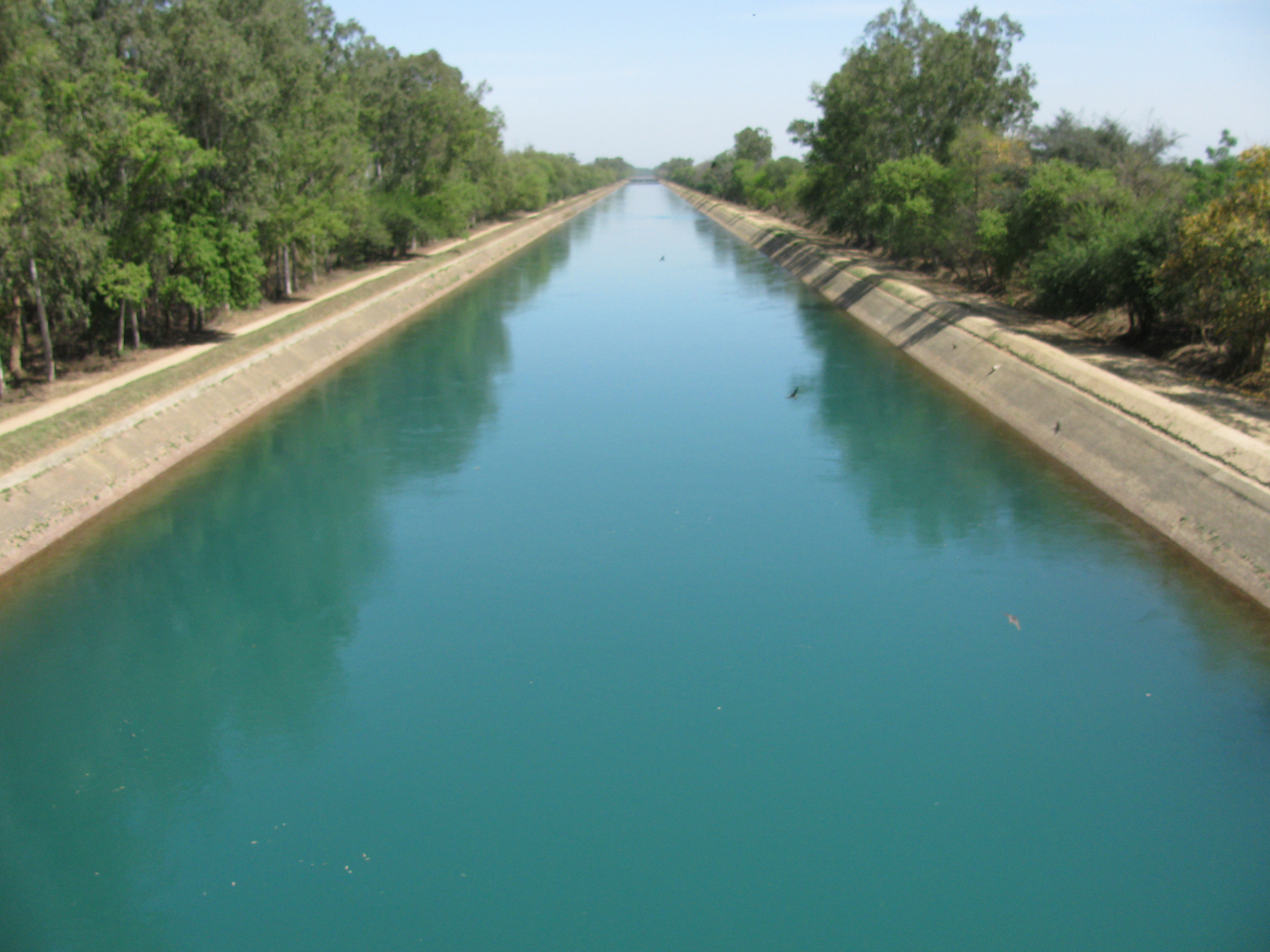
یکی از بخش‌های سیستم کانال باکرا در شمال هند. این شبکه کانال بیش از ۴ میلیون هکتار زمین را آبیاری می‌کند.

سطح زیر کشت محصولات آبیاری شده هند در سال ۱۹۵۱ حدود ۲۲٫۶ میلیون هکتار بود و در پایان سال ۱۹۹۵ به ۹۰ میلیون هکتار افزایش یافت که شامل کانال‌ها و چاه‌های آب زیرزمینی نیز می‌شود. با این حال، آبیاری بالقوه به تأمین قابل اعتماد برق برای پمپ‌های آب و تعمیر و نگهداری متکی است و زمین‌های خالص آبیاری شده به‌طور قابل توجهی کم بوده است. طبق سرشماری کشاورزی سال‌های ۲۰۰۱/۲۰۰۲، تنها ۵۸٫۱۳ میلیون هکتار زمین در هند واقعاً آبیاری می‌شد. کل زمین‌های قابل کشت در هند ۱۶۰ میلیون هکتار (۳۹۵ میلیون جریب) است. طبق گزارش بانک جهانی، تنها حدود ۳۵ درصد از کل زمین‌های کشاورزی در هند در سال ۲۰۱۰ به‌طور قابل اعتمادی آبیاری می‌شدند
پتانسیل نهایی آبیاری پایدار هند در گزارش فائو سازمان ملل متحد در سال ۱۹۹۱، ۱۳۹٫۵ میلیون هکتار تخمین زده شده است که شامل ۵۸٫۵ میلیون هکتار از طرح‌های کانال آبیاری رودخانه‌ای بزرگ و متوسط، ۱۵ میلیون هکتار از طرح‌های کانال آبیاری فرعی و ۶۶ میلیون هکتار از آبیاری با آب‌های زیرزمینی است.
آبیاری هند عمدتاً مبتنی بر چاه‌های آب زیرزمینی است. هند با ۳۹ میلیون هکتار (۶۷٪ از کل آبیاری خود)، بزرگ‌ترین سیستم آبیاری مجهز به آب‌های زیرزمینی جهان را دارد (چین با ۱۹ میلیون هکتار در رتبه دوم و ایالات متحده با ۱۷ میلیون هکتار در رتبه سوم قرار دارد).
هند بین سال‌های ۱۹۵۰ تا ۱۹۸۵، ۱۶۵۹۰ کرور ₹ برای توسعه آبیاری هزینه کرده است. بین سال‌های ۲۰۰۰ تا ۲۰۰۵ و ۲۰۰۵ تا ۲۰۱۰، هند پیشنهاد سرمایه‌گذاری به مبلغ ۱٬۰۳٬۳۱۵ کرور ₹ (روپیه هند) و ۲٬۱۰٬۳۲۶ کرور روپیه (INR) در زمینه آبیاری و کنترل سیل در هند را داد.

## طبقه‌بندی پروژه

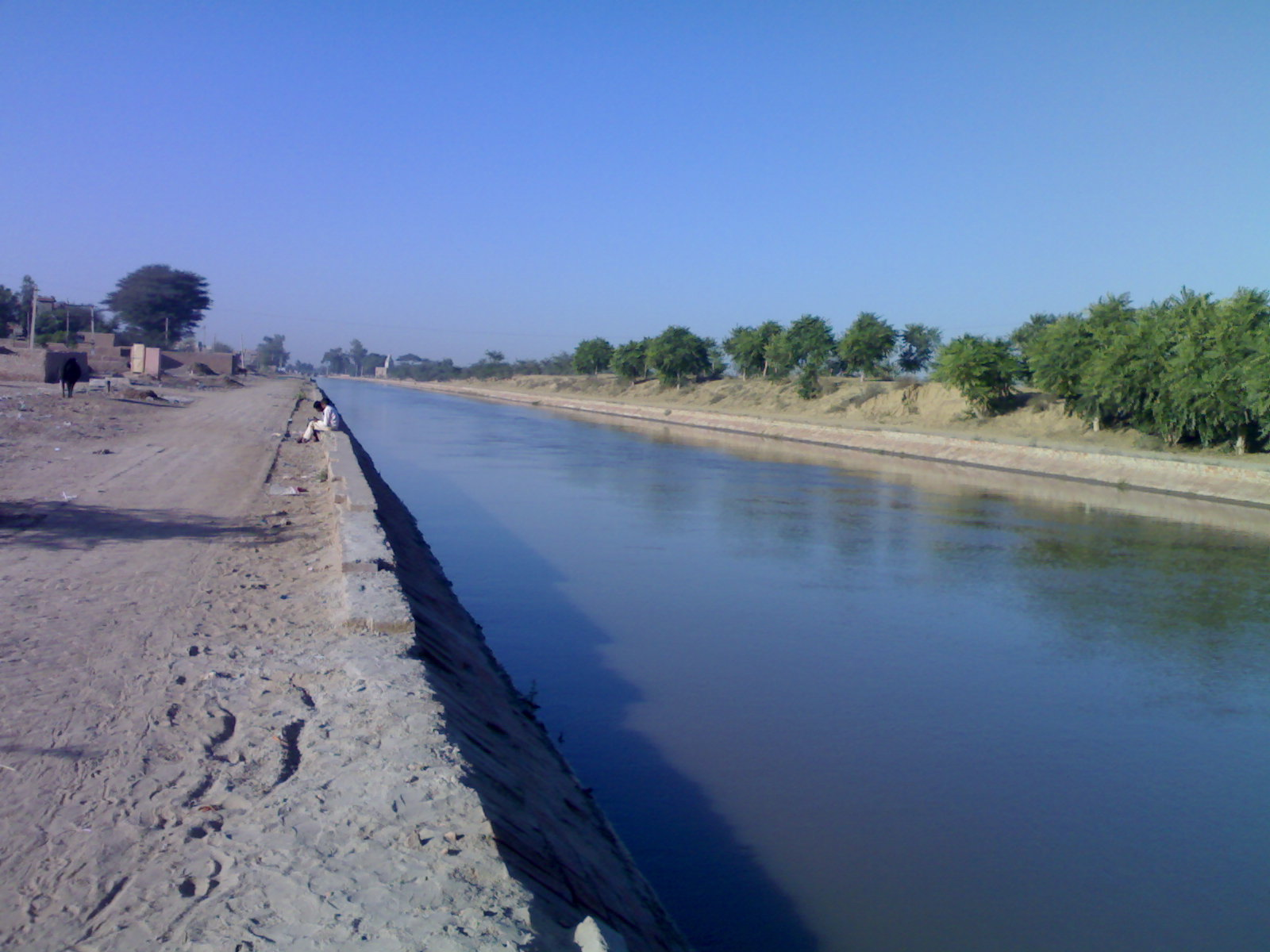
یک کانال آبیاری در غرب راجستان

پروژه‌های آبیاری در هند به شرح زیر طبقه‌بندی می‌شوند:
۱. پروژه‌های آبیاری میکرو
از سال ۱۹۵۰، کارهای آبیاری بر اساس هزینه‌های انجام‌شده برای اجرا، مدیریت و توزیع پروژه‌ها طبقه‌بندی می‌شدند. با این حال، کمیسیون برنامه‌ریزی هند طبقه‌بندی پروژه‌ها را بر اساس منطقه تحت کشت (CCA) اتخاذ کرد.

### پروژه‌های کوچک آبیاری
پروژه آبیاری جزئی، طبقه‌بندی از پروژه‌های آبیاری مورد استفاده در هند است. پروژه‌ای که برای آبیاری مساحتی بالغ بر ۲۰۰۰ هکتار یا کمتر طراحی شده باشد، به عنوان آبیاری جزئی طبقه‌بندی می‌شود قبل از برنامه پنج ساله پنجم، طرح‌های آبیاری بر اساس سرمایه‌گذاری‌های مورد نیاز برای اجرای طرح طبقه‌بندی می‌شدند. از زمان برنامه پنج ساله پنجم، هند سیستم طبقه‌بندی مبتنی بر منطقه فرماندهی را اتخاذ کرده است.

### پروژه‌های آبیاری میکرو
صندوق آبیاری میکرو (MIF) با سرمایه ۵۰۰۰ کرور روپیه تأسیس شد «تا به عنوان بخشی از هدف خود برای افزایش تولید کشاورزی و درآمد کشاورزان، زمین‌های بیشتری را تحت آبیاری میکرو قرار دهد»، NABARD نرخ بهره پایینی را به دولت‌های ایالتی ارائه می‌دهد «تا آبیاری میکرو را ترویج دهد، که در حال حاضر تنها ۱۰ میلیون هکتار را پوشش می‌دهد در حالی که پتانسیل ۷۰ میلیون هکتار را دارد». آبیاری قطره‌ای ترویج می‌شود.